# REM-Schlaf-Verhaltensstörung
Die REM-Schlaf-Verhaltensstörung ist eine Parasomnie, bei der während des REM-Schlafes lebhafte und oftmals erschreckende Träume in einfache und auch komplexe Bewegungen umgesetzt werden. Dabei kann es zu Eigen- oder Fremdgefährdung kommen. Das Verhalten der Patienten während dieser Ereignisse im Schlaf entspricht nicht deren Charakter und Verhalten im Wachen.
Weitere Bezeichnungen sind nach dem US-amerikanischen Psychiater und Somnologen Carlos H. Schenck, der diese Störungen 1986 erstmals beschrieben hat, auch „Schenck-Syndrom“ (falsch auch „Schenk-Syndrom“) sowie engl. „REM sleep behavior disorder“ (auch „Rapid eye movement sleep behavior disorder“) und in der Fachliteratur vereinfacht die Abkürzung RBD.

## Verbreitung
RBD tritt in unterschiedlicher Ausprägung bei etwa 5 Personen pro 1000 Einwohnern auf. Etwa 90 % der Betroffenen sind männlich, mehr als 80 % sind über 60 Jahre alt. Beim ersten Auftreten der Symptome ist die Mehrzahl der Betroffenen 40 bis 70 Jahre alt, nur vereinzelt sind auch deutlich jüngere Personen betroffen.

## Klinische Erscheinungen
Die Störung ist an den REM-Schlaf gebunden und tritt hauptsächlich in der zweiten Nachthälfte auf. Im REM-Schlaf besteht beim Gesunden Atonie der Skelettmuskulatur, bei der RBD bleibt diese Hemmung der Motorik aus.
Bei den Betroffenen kommt es zu lebhaften Träumen, die überwiegend von Angriffen handeln, in deren Folge sie sich oder ihre Angehörigen verteidigen oder fliehen. Mangels Muskelatonie kommt es zu komplexen, zielgerichteten Bewegungen, oft begleitet von lauten Vokalisationen.
Im Traum wird der Betroffene gejagt oder attackiert, nur selten geht von ihm selbst die Aggression aus. Angreifer sind Insekten, andere Tiere und oftmals Menschen, der Patient sieht sich in der Abwehrposition.
Die Bewegungen (um sich schlagen, boxen, mit den Füßen stoßen, treten, sich dabei im Bett aufrichten, umherkrabbeln, den Körper wälzen) sind im Unterschied zur Periodic Limb Movement Disorder (PLMD) nicht periodisch wiederholend und deutlich heftiger. Sie sind auch bedeutend komplexer und länger andauernd als Myoklonien. Das Bett wird typischerweise nicht oder nur in Fortsetzung einer Bewegung verlassen, im Gegensatz zum Schlafwandeln, einer Schlafstörung, die dem Non-REM-Schlaf zugeordnet wird. Beim RBD sind die Augen in der Regel geschlossen, beim Schlafwandeln werden offene Augen mit ziellosem Blick berichtet. Beim Pavor nocturnus kommt es zum Schrei und Aufspringen aus dem Bett, danach aber nicht zu heftigen Bewegungen und weiteren lauten Vokalisationen, diese Ereignisse finden überdies eher im ersten Drittel des Nachtschlafes statt.
Die Laute (Schreien, Kreischen, Fluchen) weichen oft von der ansonsten beschriebenen Natur und Sprechweise des Betroffenen ab, die Lautstärke ist höher als beim „Sprechen im Schlaf“ (Somniloquie) oder beim „Schlafbezogenen Stöhnen“ (Katathrenie).
Es kommt dabei immer wieder vor, dass der Bettpartner oder jemand, der den Betroffenen wecken will, fälschlicherweise für den im Traum vorkommenden Angreifer gehalten wird, vor dem es zu fliehen gilt, gegen den sich der Betroffene verteidigt oder den er zum vermeintlichen Schutz seiner Angehörigen bekämpfen muss. Der Trauminhalt ist dem Betroffenen oft Tage gut in Erinnerung, über die realen Ereignisse besteht jedoch Amnesie.
Die Umsetzung von Trauminhalten in reale Bewegungen führt zu Arousals (Weckreaktionen), wodurch die Schlafqualität deutlich gemindert und auch der Bettpartner gestört wird. Überdies besteht ein Verletzungsrisiko für den Betroffenen und den Bettpartner, das sich in vielen Fällen konkretisiert.
Beim Wecken werden Traum und Weckaktion vermengt. Zu den berichteten Verletzungen zählen Hämatome (blaue Flecken), ausgerissene Haare, Knochenbrüche. Auch die medizinischen Leitlinien geben Zahlen für die erhebliche Fremd- und Eigengefährdung (64 % Fremdgefährdung, 32 % Eigengefährdung, 7 % Frakturen) an.
Viele andere Merkmale des REM-Schlafes wie die REM-Latenz, die Anzahl der REM-Episoden und der Schlafzyklus mit der Abfolge von Non-REM-Schlaf und REM-Schlaf sind hingegen unverändert. Die Häufigkeit des Auftretens der Symptomatik variiert stark zwischen mehrfach in einer Nacht bis zu etwa wöchentlichem Auftreten.
Es werden mehrere Formen der REM-Schlaf-Verhaltensstörung unterschieden. Neben den beiden chronischen Formen idiopathische und symptomatische RBD kommt auch eine akute Form vor.

### Idiopathische REM-Schlaf-Verhaltensstörung
Als idiopathisch wird eine REM-Schlaf-Verhaltensstörung bezeichnet, wenn zum Zeitpunkt des Auftretens keine ursächliche Vorerkrankung zu finden ist. Diese Form liegt bei etwa der Hälfte der Betroffenen vor.
Es kommt jedoch bei 65 % der Betroffenen im weiteren Verlauf zur Entwicklung eines Parkinsonsyndroms oder einer Demenz. Daher wird diese Form als ein Prodromalstadium (Vorläuferstadium) des Morbus Parkinson und der Lewy-Körperchen-Demenz (Lewy-Body-Demenz) angesehen.
Zwischen dem Auftreten von RBD bis zu diesen Erkrankungen können Jahrzehnte vergehen. Die idiopathische RBD ist nicht bei allen Patienten eine Vorstufe zu neurodegenerativen Erkrankungen.

### Symptomatische REM-Schlaf-Verhaltensstörung
Bei dieser Form besteht im Zeitpunkt des Auftretens bereits eine Vorerkrankung, die als ursächlich anzusehen ist. Dabei handelt es sich oft um neurodegenerative Erkrankungen wie Morbus Parkinson, die Multisystematrophie, die Lewy-Body-Demenz oder das PANS-Syndrom.

### Akute REM-Schlaf-Verhaltensstörung
Die akute Form tritt mit passagerem Verlauf vor allem bei Intoxikationen oder im Entzug im Zusammenhang mit Alkohol oder Antidepressiva auf. Sie kann auch durch Monoaminooxidase-Hemmer (MAO-Hemmer), trizyklische Antidepressiva, Selektive Serotonin-Wiederaufnahmehemmer (SSRI) oder Noradrenalinantagonisten ausgelöst werden.

## Untersuchungsmethoden
Zur Diagnose gehören die Eigen- und Fremdanamnese, die neurologische Untersuchung hinsichtlich neuropsychologischer Defizite, Parkinsonsymptomen und autonomen Störungen und die Polysomnographie mit Videometrie in einem Schlaflabor.
Im Rahmen der Fremdanamnese werden Personen aus dem Umfeld des Patienten befragt, da sie wichtige Zusatzinformationen liefern können, die der Patient selbst nicht wahrnehmen kann. Bei der Anamnese kommen spezielle Fragebögen zum Screening der RBD zum Einsatz. Der „REM Sleep Behavior Disorder Screening Questionnaire“ (RBDSQ) ist ein aus zehn Items bestehender Fragebogen, auf dem der Patient eine Selbsteinschätzung zur Ausprägung der klinischen Aspekte bei sich abgibt.
Die neurologische Untersuchung bezieht sich auf Erkrankungen, die bei der symptomatischen Form der RBD auftreten.
Mittels EMG wird bei der Polysomnographie erhöhte Aktivität des Musculus mentalis („Kinnmuskel“) im tonischen und mehr noch im phasischen REM-Schlaf gefunden. Die Muskelaktivität tritt einzeln oder in Verbindung mit Bewegungen der Extremitäten auf. Diese Untersuchung dient auch dem Ausschluss anderer Schlafstörungen wie Periodic Limb Movement Disorder (PLMD) und schlafbezogenen Atmungsstörungen.
In den Diagnosekriterien nach ICSD-2 wird von erhöhten Werten für den Muskeltonus gesprochen, was für Fälle zwischen den beiden Extremen „Atonie“ und „offensichtlich komplexe Bewegungen der Extremitäten“ problematisch ist, da „normale“ Werte für das EMG nicht bekannt sind. Noch nicht gründlich erforscht ist auch, welche Muskeln bei RBD die höchsten Werte im EMG während des REM-Schlafs aufweisen.
In Fällen, bei denen im Kinn-EMG fehlende Muskelatonie im REM-Schlaf erkennbar war, jedoch keine Anzeichen von RBD berichtet oder beobachtet wurden, entwickelten sich bei etwa einem Viertel der Betroffenen später die entsprechenden Symptome.
Bei etwa 75 % der Betroffenen kommen zusätzlich Periodische Beinbewegungen im Schlaf (PLMS), bei einigen das Obstruktive Schlafapnoe-Syndrom (OSAS) oder Narkolepsie vor.

## Behandlung
Zur Therapie bei chronischen Formen wird das Medikament Clonazepam (ein Benzodiazepin) empfohlen. Vor dem Schlafengehen eingenommen wird die Muskelaktivität im REM-Schlaf reduziert. In diesem Zusammenhang tritt auch bei langjähriger Einnahme kaum Toleranzbildung und Wirkungsverlust auf. Durch Melatonin, das ebenfalls die Muskelatonie im REM-Schlaf wiederherstellen soll, wurde bei einigen Patienten eine Besserung erreicht.

## Geschichte
Diese mit dem REM-Schlaf assoziierte Parasomnie wurde 1986 formal beschrieben. Diagnosekriterien sind im Klassifikationssystem für Schlafstörungen ICSD seit der Ausgabe aus dem Jahr 1990 enthalten.